# Koripallon miesten SM-sarjakausi 1976-1977
La Koripallon miesten SM-sarjakausi 1976-1977 è stata la 37ª edizione del massimo campionato finlandese di pallacanestro maschile. La vittoria finale è stata ad appannaggio del Turun NMKY.

## Risultati

### Stagione regolare
|     | Squadra          | G  | V  | P  | PF   | PS   | Pt. | Qualificazione             |
| --- | ---------------- | -- | -- | -- | ---- | ---- | --- | -------------------------- |
| 1.  | Playhonka        | 18 | 15 | 3  | 1651 | 1378 | 30  | playoff                    |
| 2.  | KTP-Basket       | 18 | 12 | 6  | 1706 | 1573 | 24  | playoff                    |
| 3.  | Turun NMKY       | 18 | 12 | 6  | 1727 | 1531 | 24  | playoff                    |
| 4.  | ToPo Helsinki    | 18 | 11 | 7  | 1615 | 1484 | 22  | playoff                    |
| 5.  | Super-Pantterit  | 18 | 11 | 7  | 1603 | 1560 | 22  |                            |
| 6.  | Hyvinkään Tahko  | 18 | 9  | 9  | 1621 | 1616 | 18  |                            |
| 7.  | Helsingin NMKY   | 18 | 8  | 10 | 1685 | 1679 | 16  |                            |
| 8.  | Äänekosken Huima | 18 | 6  | 12 | 1551 | 1737 | 12  |                            |
| 9.  | Joensuun Kataja  | 18 | 5  | 13 | 1476 | 1625 | 10  |                            |
| 10. | Pispalan Tarmo   | 18 | 2  | 16 | 1471 | 1923 | 4   | retrocessa in I-divisioona |

## Playoff
|  | Semifinali | Semifinali    | Semifinali |            |    | Finale       | Finale | Finale |  |
|  |            |               |            |            |    |              |        |        |  |
|  | 1.         | Espoon Honka  | 2          |            |    |              |        |        |  |
|  | 1.         | Espoon Honka  | 2          |            |    |              |        |        |  |
|  | 4.         | ToPo Helsinki | 0          |            |    |              |        |        |  |
|  | 4.         | ToPo Helsinki | 0          |            | 1. | Espoon Honka | 2      |        |  |
|  |            |               |            |            | 1. | Espoon Honka | 2      |        |  |
|  |            |               | 3.         | Turun NMKY | 3  |              |        |        |  |
|  | 2.         | KTP-Basket    | 3.         | Turun NMKY | 3  | 0            |        |        |  |
|  | 2.         | KTP-Basket    |            |            |    |              |        |        |  |
|  | 3.         | Turun NMKY    | 2          |            |    |              |        |        |  |

| Koripallon miesten SM-sarjakausi 1976-1977 |
| ------------------------------------------ |
| Turun NMKY 3º titolo                       |

## Formazione vincitrice
| N° | Naz.                 | Ruolo | Sportivo       |  | Alt. |  |
| -- | -------------------- | ----- | -------------- |  | ---- |  |
|    | Finlandia (bandiera) | C     | Tapio Sten     |  | 201  |  |
|    | Finlandia (bandiera) |       | Mikko Koskinen |  | 190  |  |